# 更迭
更迭（こうてつ）とは、人事処置の一つ。
高い地位についている人間の役職を解き、別の人間を当該役職に充てることを指す。そのため、高い地位についている人間の役職を解くものの当該役職を空席・廃止にすることについては厳密には更迭には該当しない。
大臣、政権幹部、大使、中央省庁幹部、地方自治体幹部、国会委員長、自衛隊幹部、警察幹部、検察幹部、政党幹部等の政府機関や政党の要職者に使われる事が多いが、大企業幹部、スポーツチーム監督等の民間の要職者についても用いられる。
役職が解かれる人間にネガティブ（在任期間が通常より短く、更迭後の役職・地位が下がる）なケースに用いられる例が多く、「左遷」と似たようなニュアンスで用いられることが多い。